# Православни манастири у Републици Српској
Православни манастири у Републици Српској су културно-историјски споменици и духовна средишта на територији Републике Српске и налазе се под ингеренцијама Српске православне цркве. Они представљају и туристичку понуду Републике Српске. Православни манастири у Републици Српској по својој старости варирају од предосманског периода, па до модерног доба. Манастири су културно-историјско богатство Републике Српске и као такви су под заштитом Завода за заштиту културно историјског и природног насљеђа Републике Српске.

## Списак православних манастира у Републици Српској
- Манастир Вазнесења Господњег, Доње Вардиште, општина Вишеград
- Манастир Светог Василија Острошког, Бијељина
- Манастир Глоговац, село Бабићи, општина Шипово
- Манастир Гомионица, село Кмећани, Бронзани Мајдан, Бањалука
- Херцеговачка Грачаница, брдо Црквина, општина Требиње
- Манастир Детлак, село Доњи Детлак, општина Дервента
- Манастир Добрићево, село Орах, општина Билећа
- Манастир Добрун, Добрун, општина Вишеград
- Манастир Доња Бишња (манастир покрова пресвете Богородице), Доња Бишња, Дервента
- Манастир Драгаљевац, село Горњи Драгаљевац, општина Бијељина
- Манастир Дуга Њива (Манастир Светог пророка Илије), Дуга Њива, Требава, општина Модрича
- Манастир Дужи, општина Требиње
- Манастир Карно, село Међе, општина Сребреница
- Манастир Клисина, село Ништавци, општина Приједор
- Манастир Кнежина, село Кнежина, општина Соколац
- Манастир Крупа на Врбасу, Крупа на Врбасу, Бањалука
- Манастир Липље, село Липље, општина Теслић
- Манастир Ломница, Доњи Бирач, општина Шековићи
- Манастир Моштаница, код Горњоселаца, на сјеверним падинама Козара, општина Козарска Дубица
- Манастир светог оца Николе, етно-село Станишићи, Бијељина
- Манастир Свете Петке — Пет језера, Бијељина
- Манастир Осовица, на обронцима планине Мотајице, на ушћу потока Манастирице у рјечицу Осовицу
- Манастир Озерковићи, село Озерковићи, општина Соколац
- Манастир Озрен, планина Озрен, општина Петрово
- Манастир Папраћа, општина Шеховићи
- Петропавлов манастир (Петро Павлов манастир), Петрово поље, општина Требиње
- Манастир Пјеновац посвећен Усјекованију главе светог Јована Крститеља, општина Хан Пијесак
- Манастир Папраћа, општина Шеховићи
- Манастир Ритешић, Добој
- Манастир Сасе, село Сасе, општина Братунац
- Манастир Соколица, општина Соколац
- Манастир Ступље, Горњи Вијачани, општина Челинац
- Манастир Тавна, Главичице, општина Бијељина
- Манастир Тврдош, општина Требиње
- Манастир Трескавац, Трескавац, Превија, општина Рибник
- Манастир Чајниче (Манастир успења пресвете Богородице), Чајниче

### Угашени манастири
- Манастир Ђурђевац, посвећен Светом Ђорђу, село Крива Ријека, општина Козарска Дубица
- Манастир Милошевац, (локалитет Милошевац, Црквине, Калуђерско поље), село Чиркин Поље, општина Приједор
- Манастир Карановац, поред рјечице Лубине, између села Кијевци и Грбавци, општина Градишка

## Обнова манастира
Завод за заштиту културно историјског и природног насљеђа Републике Српске је извршио археолошка ископавања, конзервацију и рестаурацију фреско сликарства, и обнову Манастира Гомионица (1994-1996). У периоду (1994-1995) је извршено археолошко ископавање манастира Ступље.
Обнова манастира Озрен је извршена 2000. године. Године 2003. су извршени испитивачки радови на зидном сликарству и олтару цркве манастира Добрићево. У манастиру Добрун су 2004. вршена археолошка ископавања, обнова цркве, као и конзервација и рестаурација фреско сликарства манастира Добрун. У манастиру Папраћа и манастиру Ломница је 2006. извршена конзервација фреско сликарства.

## Галерија
- Манастир Добрићево
- Манастир Глоговац
- Манастир Клисина
- Манастир Дужи
- Манастир Липље
- Манастир Моштаница
- Манастир Крупа на Врбасу
- Манастир Осовица
- Манастир Свете Петке — Пет језера
- Петропавлов манастир
- Манастир Ступље
- Манастир Светог Василија Острошког
- Манастир Доња Бишња
- Манастир Светог оца Николе, Етно-село „Станишићи“
- Манастир Сасе